# Chambezon
Chambezon là một xã thuộc tỉnh Haute-Loire nam trung bộ nước Pháp. Xã Chambezon nằm ở khu vực có độ cao trung bình 550 mét trên mực nước biển.